# ČZ 250 Sport
ČZ 250 Sport je český motocykl, vzduchem chlazený dvoudobý jednoválec, vyráběný v letech 1937–1946 v České zbrojovce ve Strakonicích. Bylo vyrobeno celkem 4591 kusů tohoto typu a původní cena byla 5450 Kčs. 
Rám byl použit z motocyklu ČZ 175, do kterého byl zabudován motor 250 cm³. Zpočátku se řadilo rukou a na přání bylo montováno nožní řazení, později však jen řazení nožní.

## Technické parametry
- Pohotovostní hmotnost: 135 kg
- Maximální rychlost: 95 km/h
- Spotřeba paliva: 4,2 l/100 km